# نوكيا 5233
نوكيا 5233 (بالإنجليزية: Nokia 5233)‏ هو هاتف محمول من نوكيا يعمل بنظام سيمبيان.

## الخصائص
- نظام التشغيل: سيمبيان
- الشاشة: شاشة لمس 640 × 360
- الوزن: 107 غرام
- المعالج: 434 ميجا هرتز
- الذاكرة: 81 ميجابايت